# スヴャトポルク＝ミルスキー家

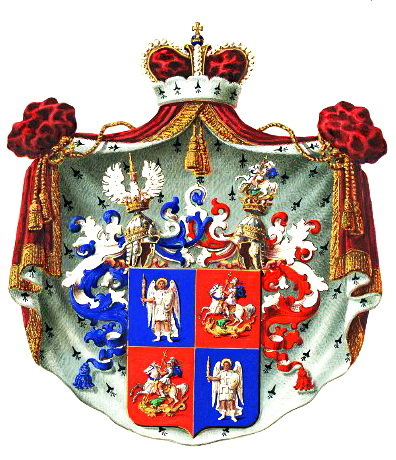
スヴャトポルク＝ミルスキー家の紋章

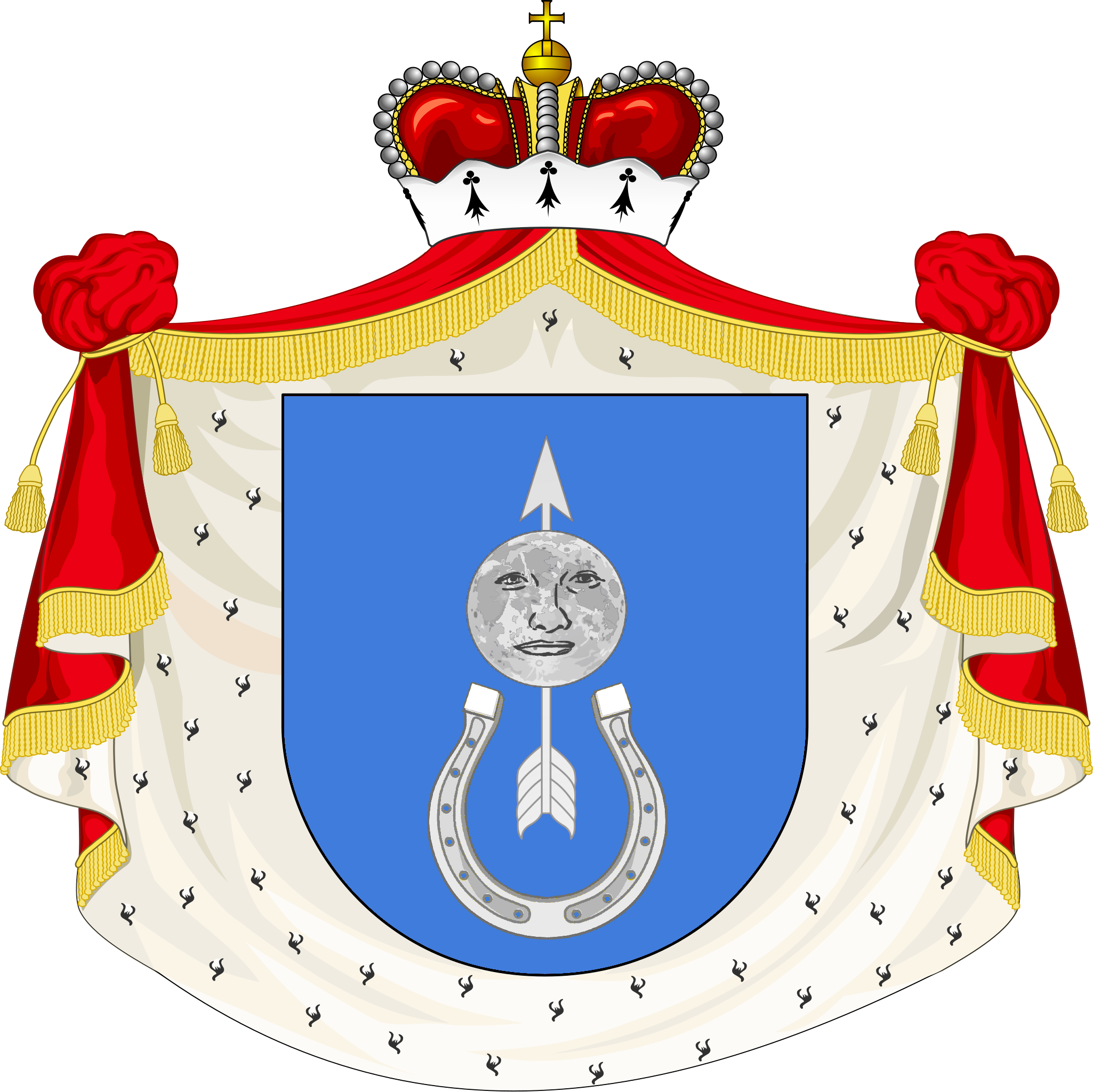
分家筋であるニコライ・イヴァノヴィチ・スヴャトポルク＝ミルスキーの直系子孫が使っていた、馬蹄に矢をあしらった紋章

スヴャトポルク＝ミルスキー家またはシフャトペウク＝ミルスキ家（ロシア語:Святополк-Мирские；ポーランド語:Światopełk-Mirscy）は、ベラルーシに起源を持つロシア及びポーランドの貴族。
15世紀後半、リトアニア大公国の支配下にミルスキー家として台頭した。家名は一族の居城ミール城（en）に由来する。その後、リューリク朝のキエフ大公スヴャトポルク1世の末裔を自称するようになり、家名をスヴャトポルク＝ミルスキーと名乗るようになった。もっともリューリク朝の流れをくむという同家の主張は、19世紀に入ってポーランドとロシアの主要な系図学者によって偽証であることが明らかになった。しかし歴代当主はロシア皇帝に対して忠誠と献身を捧げ、1861年には皇帝アレクサンドル2世によってスヴャトポルク＝ミルスキーの家名とその主張する起源が公的に承認されている。に1831年ポーランド蜂起（十一月蜂起）が起きると、反乱軍によって領地も破壊された。これを機会にスヴャトポルク＝ミルスキー家はサンクトペテルブルクに移り、一族はロシア帝国の貴族官僚を輩出した。

## 輩出した人物
- トーマス・ボグミール・ヤン・スヴャトポルク＝ミルスキー（1788年-1868年）…ポーランド議会への駐露大使。
- ドミトリー・イヴァノヴィチ・スヴャトポルク＝ミルスキー（en,1825年 - 1899年）… トーマスの子。ロシアの軍人（陸軍大将）、政治家。カフカス戦争、露土戦争の英雄。ロシア帝国国家評議会議員。
- ニコライ・イヴァノヴィチ・スヴャトポルク＝ミルスキー（en,1833年 - 1898年）…ドミトリー・イヴァノヴィチの弟。カフカス戦争および露土戦争の英雄。ドン・コサック軍のアタマン、ロシア帝国国家評議会議員。
- ピョートル・ドミトリエヴィチ・スヴャトポルク＝ミルスキー （1857年-1914年）…ドミトリー・イヴァノヴィチの息子。ペンザ県知事、ヴィルナ県知事およびグリヴナ県知事を経て、ロシア帝国内務大臣となり自由主義的改革に取り組む。
- ドミトリー・スヴャトポルク＝ミルスキー（en,1890年-1939年）…ピョートル・ドミトリエヴィチの息子。「D.S.ミルスキー」の筆名で知られる文学史家、随筆家。